# Protentomon michiganense
Protentomon michiganense är en urinsektsart som beskrevs av Bernard 1976. Protentomon michiganense ingår i släktet Protentomon och familjen Protentomidae. Inga underarter finns listade i Catalogue of Life.